# Иглолистни
 Тази статия е за класа растения.  За отдела вижте Иглолистни (отдел).  
Иглолистните (Pinopsida) са клас семенни растения, от отдел Pinophyta.
Всички съвременни иглолистни са без изключение дървесни растения (дървета и храсти). От голямото многообразие голосеменни, съществували някога по земята, днес до нас са достигнали едва около 800 вида. Независимо от факта, че видовете иглолистни растения са много по-малко на брой от покритосеменните, някои от тях заемат огромни територии от сушата, а много от тях освен това са видове с големи размери и ценна дървесина, и имат важно средообразуващо и стопанско значение.
Някои класификации включват в отдел Pinophyta гинковите (Ginkgophyta), гнетовите (Gnetophyta) и цикасовите (Cycadophyta), докато при други те са самостоятелни отдели.
Иглолистните растения се отличават от покритосеменните по редица свои особености, по-важните от които са следните:
- Семепъпката при тези растения се залага открито, а не е скрита в плодник като при покритосеменните.
- Проводящите елементи при голосеменните са само трахеиди.
- Тъй като липсва плодник, при тях не се образуват плодове, а само семена. Семената са групирани върху специфични органи, наречени шишарки, които представляват видоизменени клонки.